# وادی سقان
وادی سقان (به عربی: وادي سقان) یک شهرداری در الجزایر است که در استان میله واقع شده‌است.
 وادی سقان  ۱۱٬۷۹۲ نفر جمعیت دارد.